# Moje krevní skupina
Moje krevní skupina je název třetího studiového alba skupiny Mandrage, vydaného v roce 2011. Album obsahuje 13 písní.

## Seznam skladeb
1. Moje krevní skupina
2. Diplomat
3. Františkovy Lázně
4. Mechanik
5. Šrouby a matice
6. Psycholog
7. Barbora
8. Geometrie
9. CML
10. Disco MOCKBA part I
11. Disco MOCKBA part II
12. Air Arabic
13. Smím prosit?